# Hermandad de Campoo de Suso
Hermandad de Campoo de Suso är en kommun i Spanien. Den ligger i den autonoma regionen Kantabrien i norra delen av landet, 290 km norr om huvudstaden Madrid. Antalet invånare är 1 616 (2024). Arean är 223,02 kvadratkilometer.